# Salle de cinéma

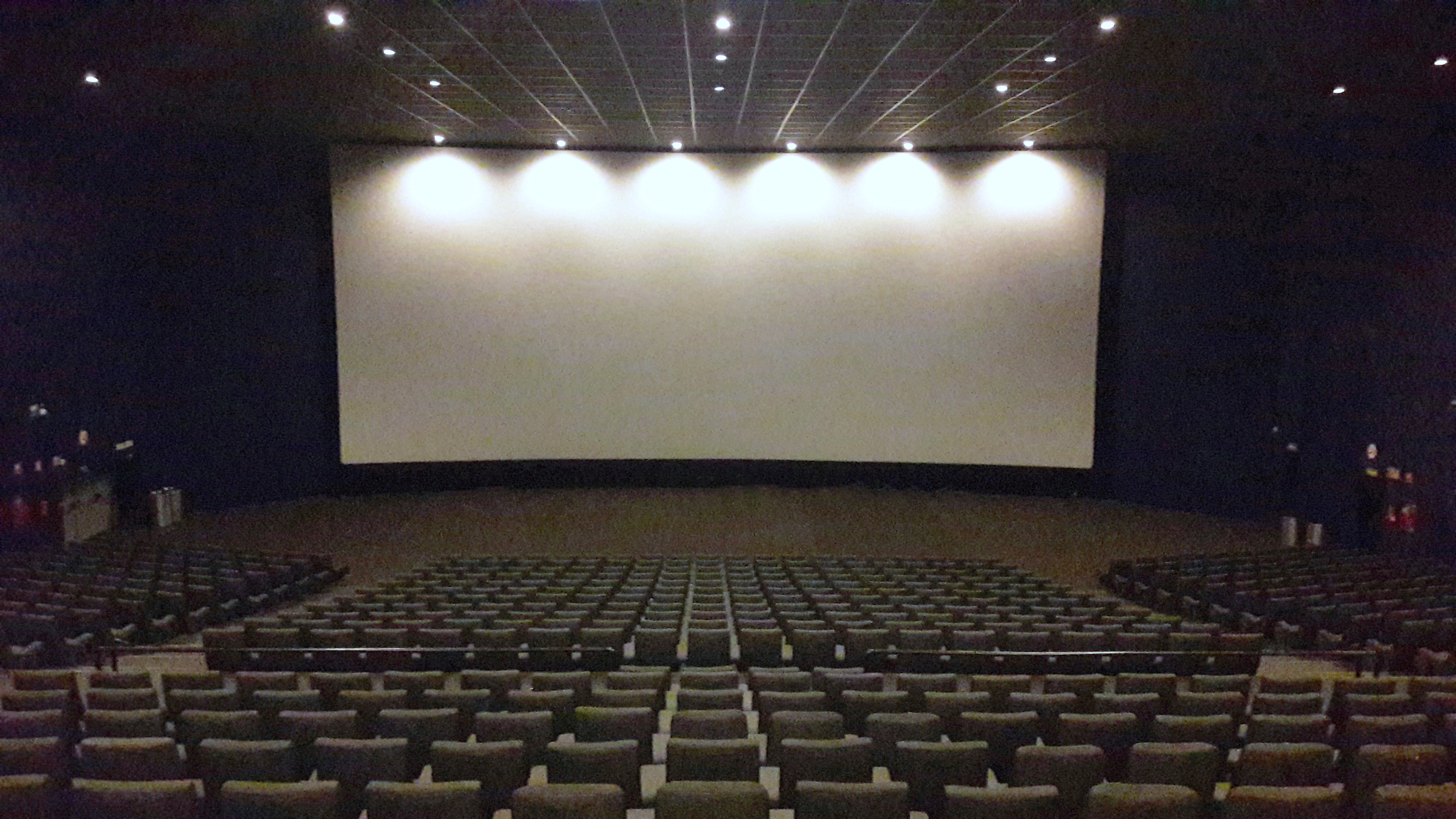
Salle de cinéma à Madrid, Espagne.

Une salle de cinéma est un auditorium équipé pour permettre au public d'y
voir une projection de films. 
Un bâtiment ou une partie d'un bâtiment qui contient une telle salle ou plusieurs est souvent appelé un cinéma. Certains bâtiments en contiennent de nombreuses : on parle alors de complexes cinématographiques. Les plus grands, appelés multiplexes, comptent jusqu'à trente salles.
Un cinéma est souvent géré par une société privée ou publique : entreprise, association, musée public.

## Concept

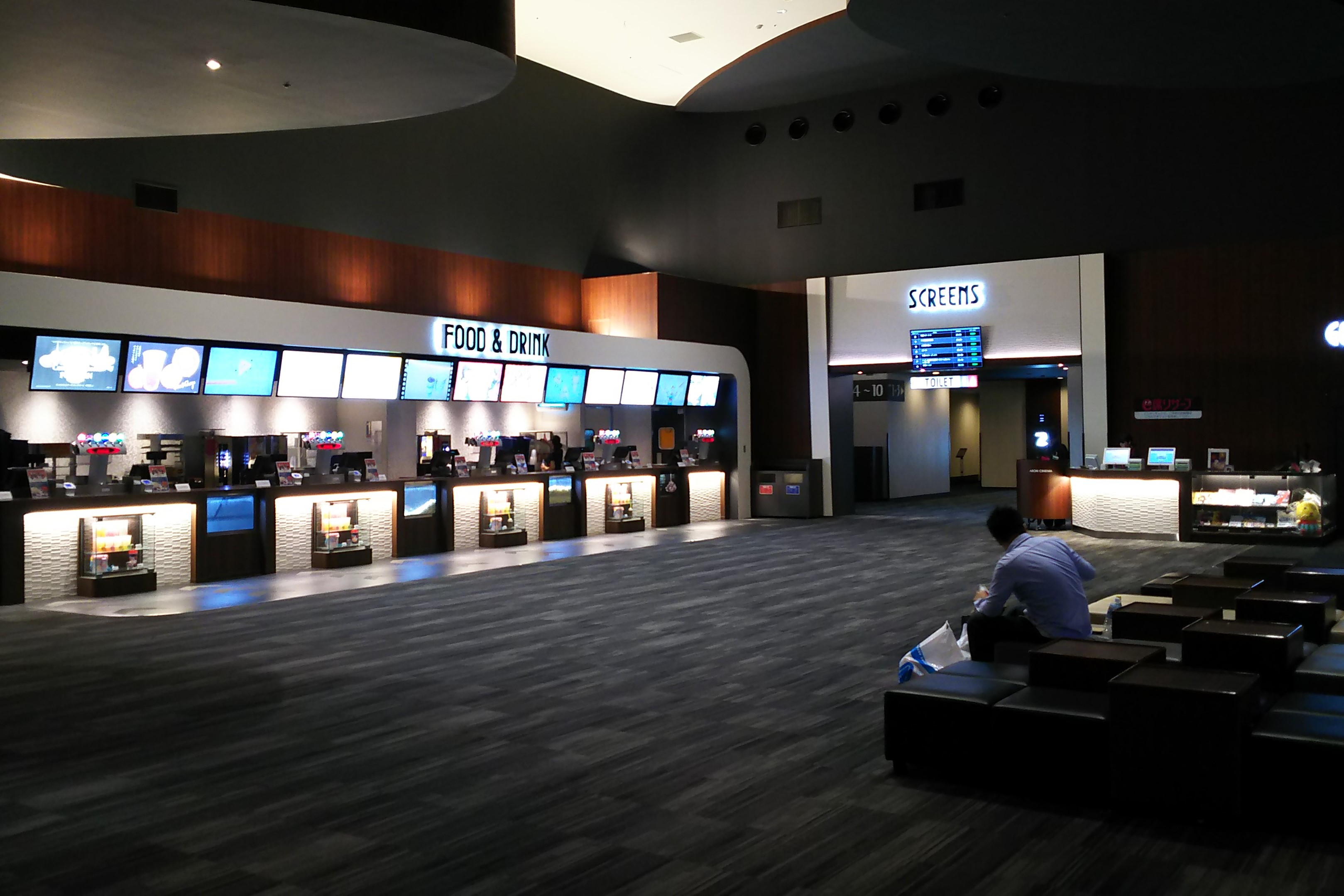
Lobby d'un cinéma à Nishi-ku (Yokohama), Japon

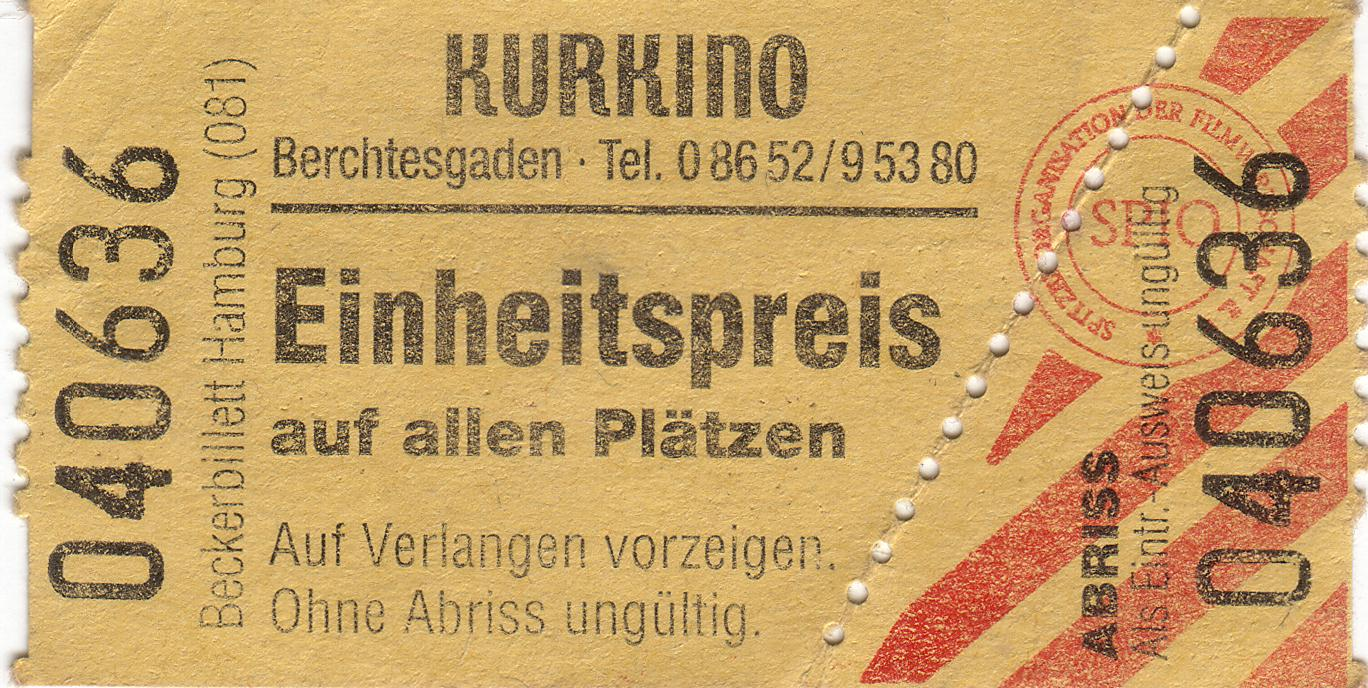
Ticket de cinéma

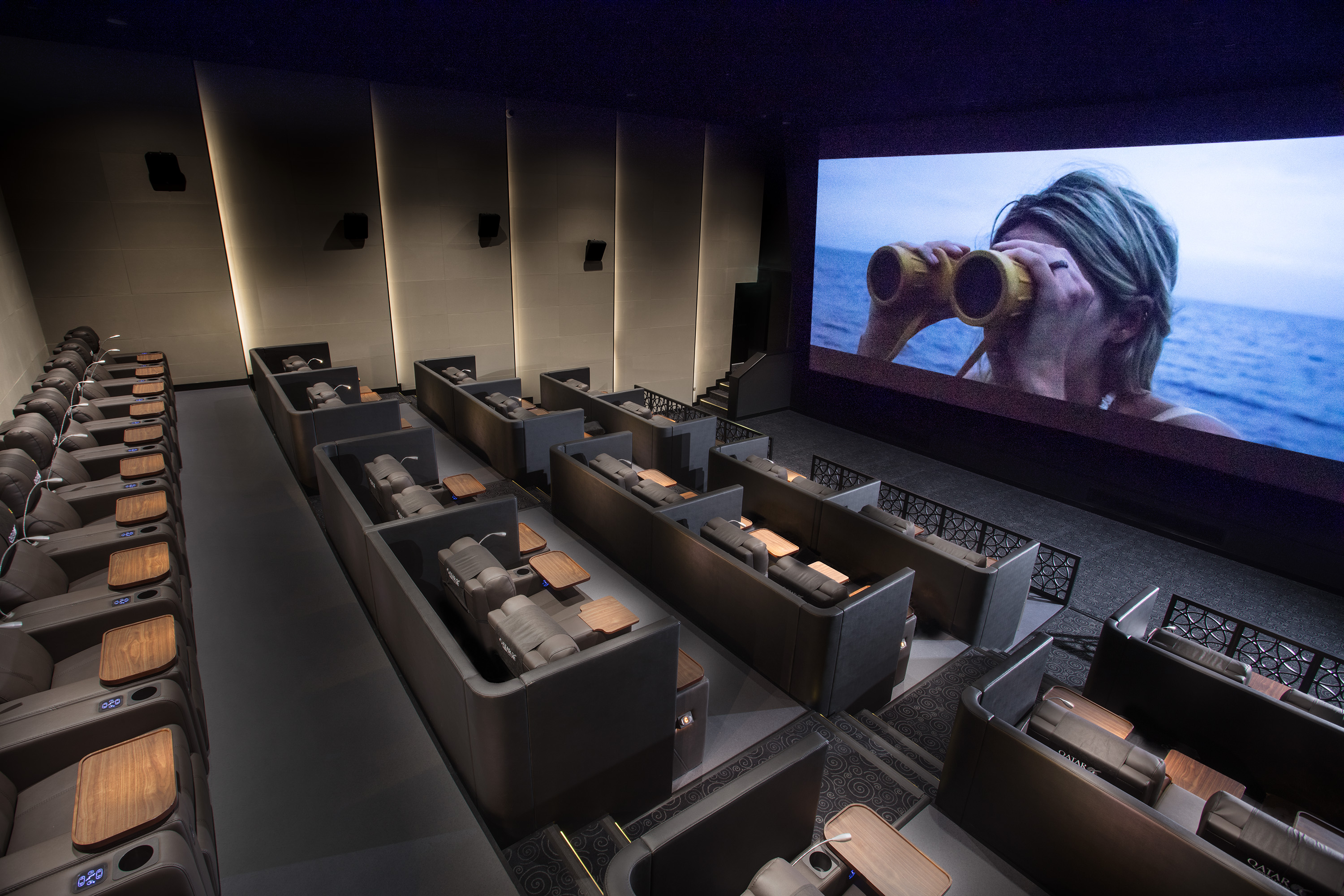
Novo Cinemas à Doha, Qatar.

En paiement de sa place par un ticket d'entrée, le spectateur peut s'installer dans un fauteuil orienté vers un grand écran où est projeté le film. Celui-ci est souvent précédé par des publicités et des bandes-annonces ou, de plus en plus rarement, par un court métrage. Des friandises (pop-corn, glaces, bonbons, chocolats…) sont parfois vendues à l'entrée de la salle pour agrémenter la séance (et parfois encore dans la salle elle-même, par les ouvreurs et les ouvreuses au moment de l'entracte).
La taille d'une salle de cinéma est très variable et peut aller de quelques dizaines de places à un millier (les écrans : de 4 à 27 mètres de base en France). Durant les années 1950 et 1960, il exista une vogue qui consistait à assister à des séances en plein air, depuis une automobile, c'est ce qu'on appelle les ciné-parcs ou drive-in.

## Administration
Ces salles peuvent être administrées par des grandes entreprises (réseau de salles), par des exploitants indépendants (délégations de services publics ou non) ou même, par des associations.
L’Association française des cinémas d'art et d'essai (AFCAE), officiellement reconnue par le ministère de la Culture depuis 1959, regroupe 1 130 établissements en 2019, soit 2 400 écrans.

## Économie
Avec plus de 6 120 écrans, la France dispose du quatrième parc mondial derrière la Chine (70 000 écrans), les États-Unis (41 200 écrans) et l'Inde (9 500 écrans). Les exploitants de salles sont quasiment tous regroupés au sein de la Fédération nationale des cinémas français (FNCF).

## Architecture

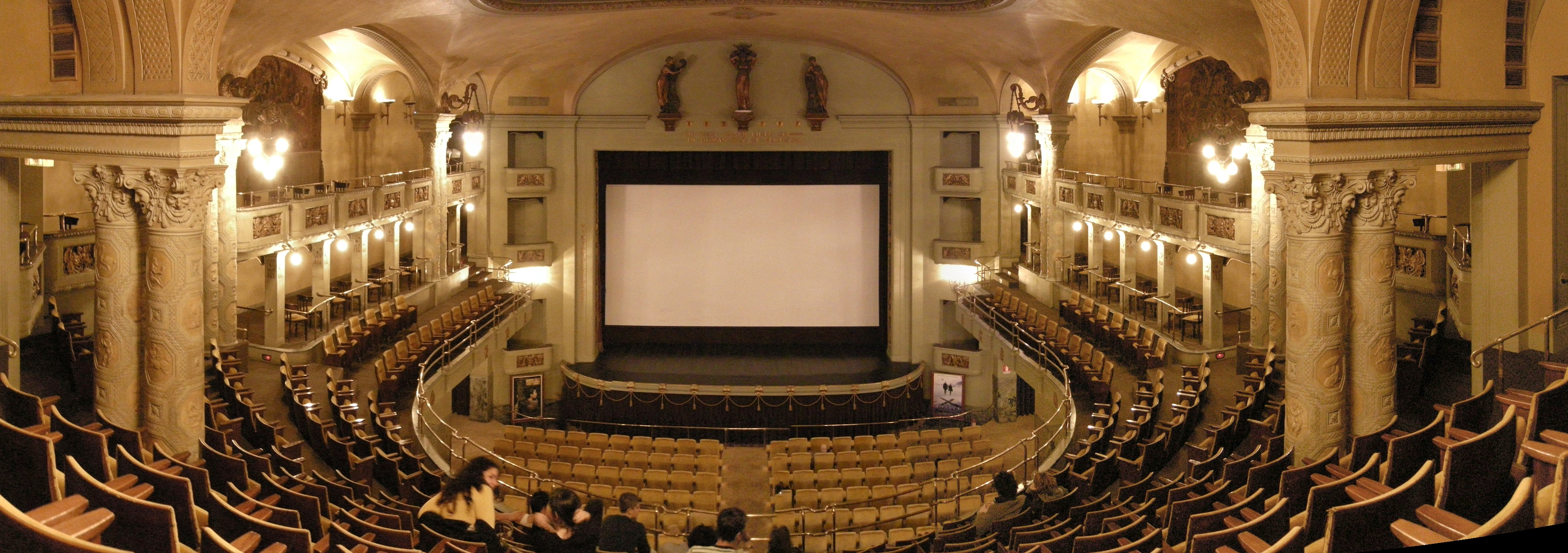
Cinema Odeon à Florence, Italie

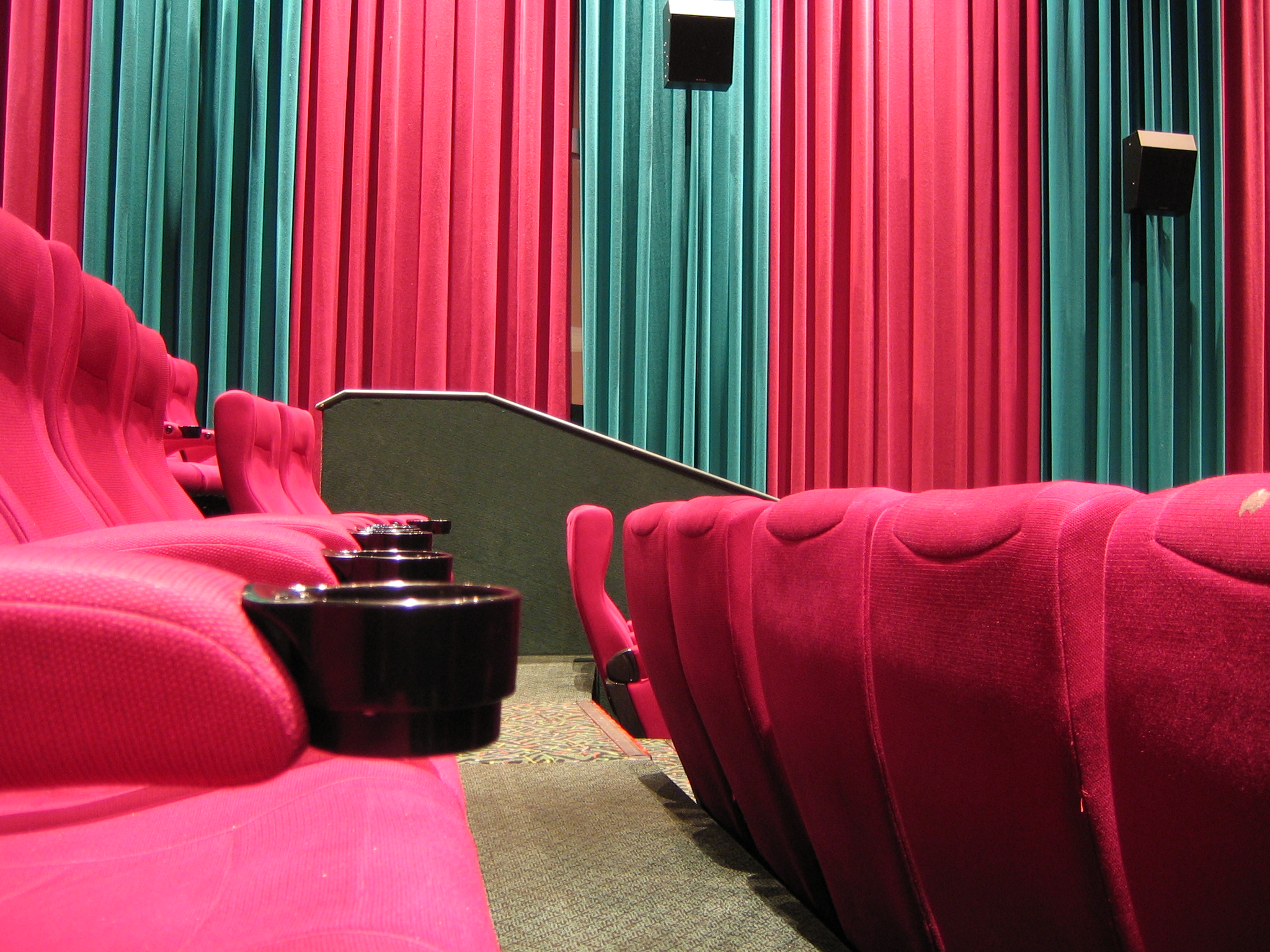
L'intérieur des salles Hoyts Southbank en Australie, avec des rideaux acoustiques

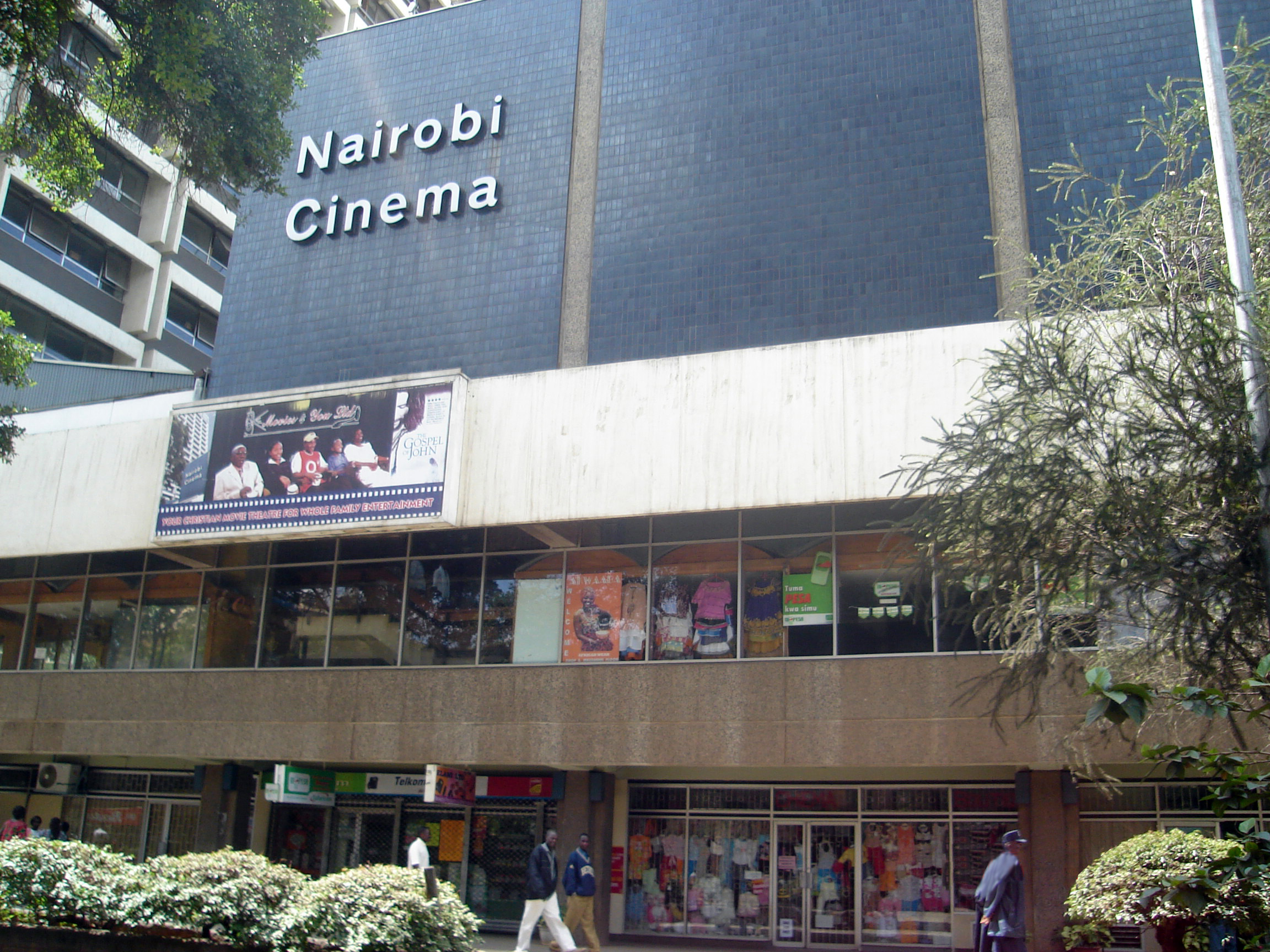
Nairobi Cinema, Nairobi, Kenya.

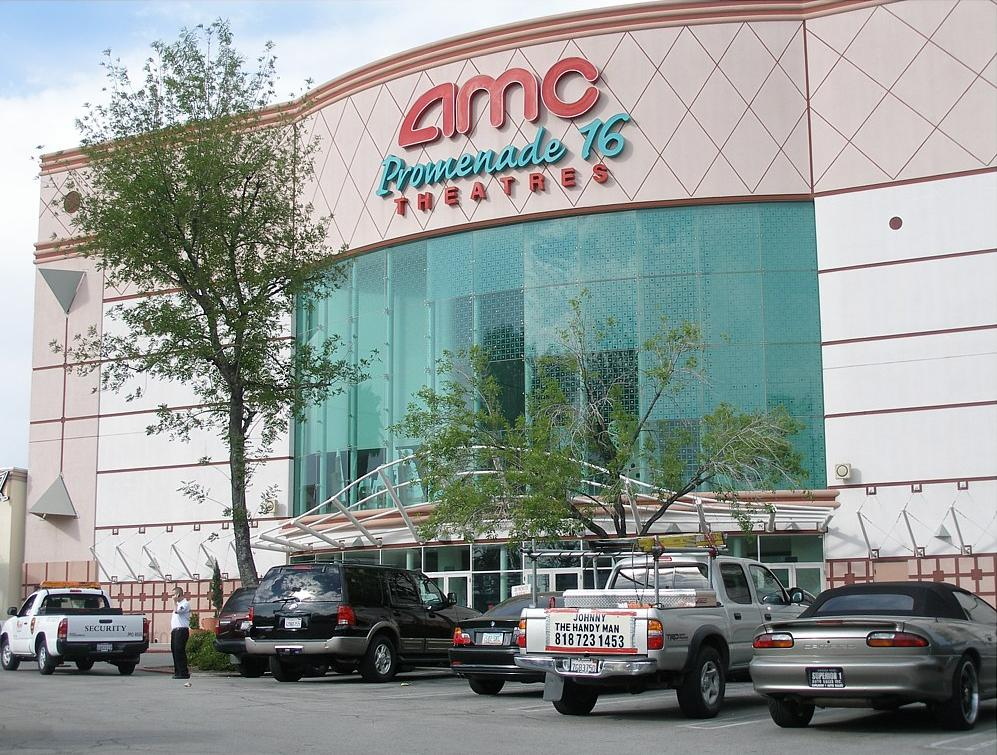
Un multiplexe (AMC Promenade 16 à Woodland Hills, Los Angeles, É.-U.)

Le terme « cinéma » désigne aussi traditionnellement un bâtiment composé d'une ou plusieurs salles de projection, d'un espace d'accueil dans lequel il est possible d'acheter les billets d'entrée (et parfois, des confiseries et boissons) et des toilettes publiques. Certaines salles de spectacle peuvent être aménagées, de manière permanente ou temporaire, en salles de cinéma en accueillant un écran et un projecteur.
Le local de projection est donc situé derrière le mur opposé à l'écran. Cette paroi est percée de petites ouvertures destinées à laisser passer le faisceau lumineux émanant du projecteur.
De nombreuses salles historiques possèdent des mezzanines et balcons, demi-étages surplombant les sièges du parterre de la salle. Les sièges des « loges », à l'arrière de celle-ci, étaient parfois plus larges, plus confortables et plus espacés que les autres. Ces places étaient par conséquent vendues à un prix plus élevé.
Dans une configuration courante, les rangées de sièges sont disposées par paliers, selon un plan incliné, le regard de chaque spectateur passant systématiquement au-dessus de la tête de ceux du rang précédent, ceux-ci ont ainsi une vue optimale vers l'écran. De plus, il arrive également qu'une rangée de sièges sur deux soit latéralement décalée, de façon que chaque spectateur ne soit pas gêné par la tête de celui qui est placé immédiatement devant lui.

## Histoire

### États-Unis
La première projection publique aux États-Unis se déroule au Koster and Bial's Music Hall sur la 34e Rue à New York le 23 avril 1896. La première salle accueillant des séances permanentes prend place au Vitascope Hall à La Nouvelle-Orléans, le 26 juin 1896. Les premières projections cinéma numérique publiques aux États-Unis se déroulent à New York et Los Angeles le 18 juin 1999,.

### France

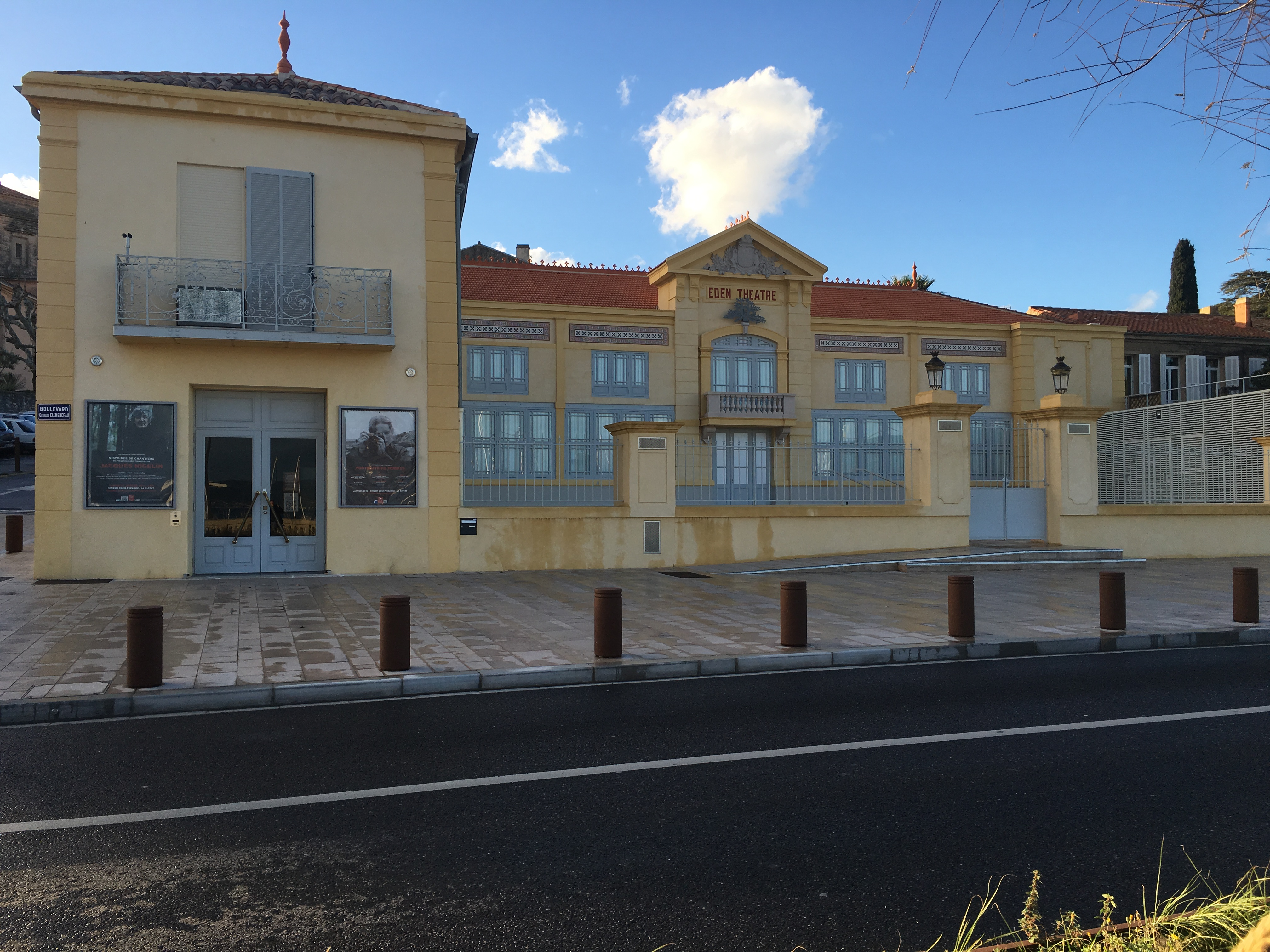
L'Eden Théâtre situé à La Ciotat

La première séance publique de dessin animé, peint directement sur pellicule (pantomimes lumineuses) et projeté sur écran devant un public assemblé, a lieu le 28 octobre 1892 au sous-sol du Musée Grévin, organisée par l'inventeur du Théâtre optique, Émile Reynaud,. La première projection publique de vues photographiques animées a été organisée à Paris, le 28 décembre 1895, par Antoine Lumière,. La première projection cinéma numérique publique d'Europe a été réalisée à Paris, le 2 février 2000, par Philippe Binant,,. L'Eden Théâtre, est depuis sa réouverture le 9 octobre 2013, la plus ancienne salle de cinéma au monde encore en activité.

## Équipements

### Cinéma numérique
- Le projecteur de cinéma numérique est calibré en colorimétrie et en luminance, et couplé à un serveur de contenus sécurisés. Ces derniers sont des fichiers DCP stockés sur disques durs dans un serveur dédié et remplacent aujourd'hui le film argentique, quasi disparu[13].

- La projection de cinéma numérique à partir d'une source laser génère, sur un écran perforé, des effets de moirage. Toutefois, les effets de moirage peuvent être supprimés en utilisant un écran non perforé comme c'est dans le cas avec la technologie développé par Delair Labs.

### IMAX
L'IMAX est un écran plat rectangulaire ou bien en demi-sphère.

### Cinéma en plein air

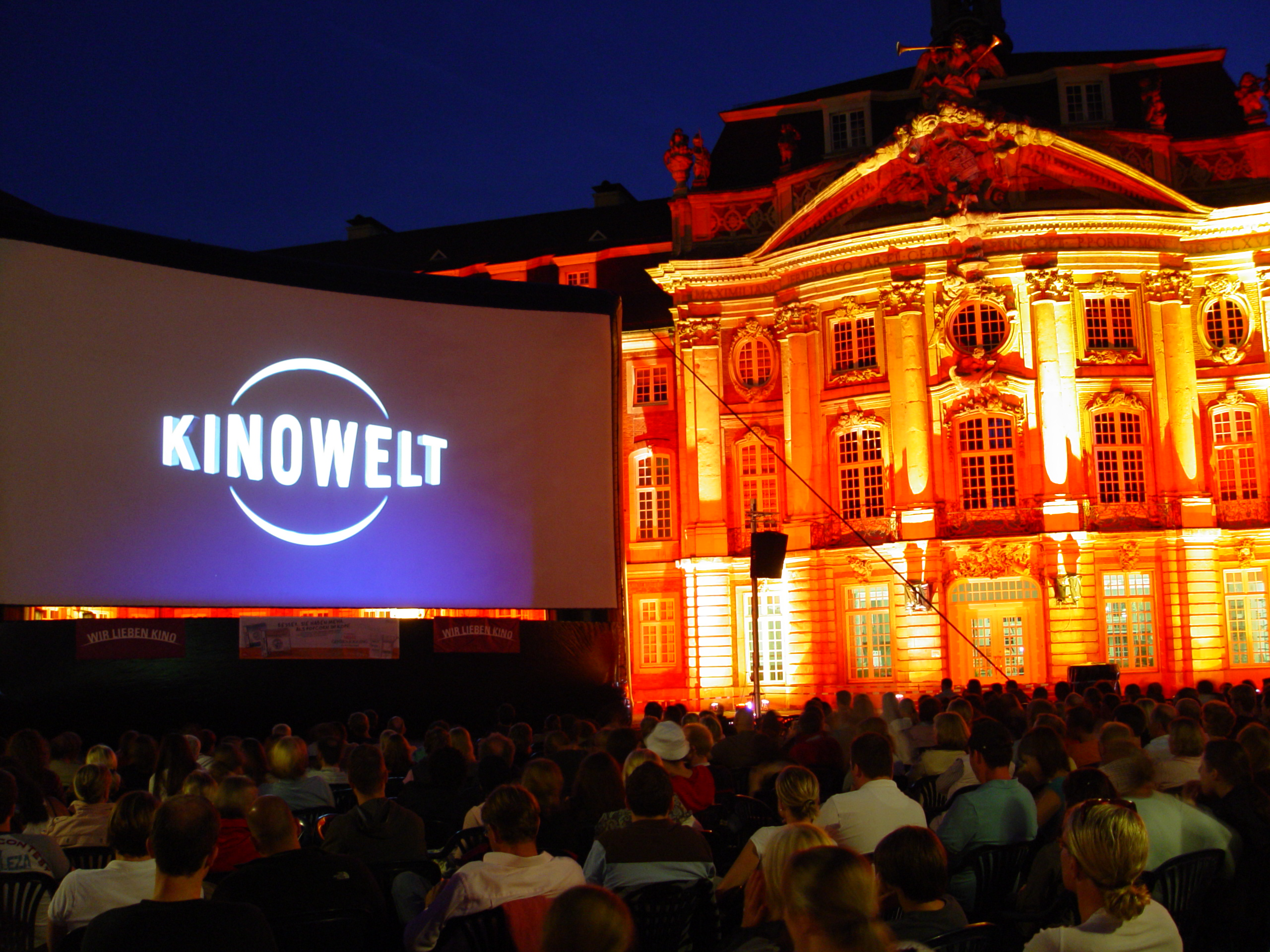
Cinéma en plein-air

## Salles célèbres

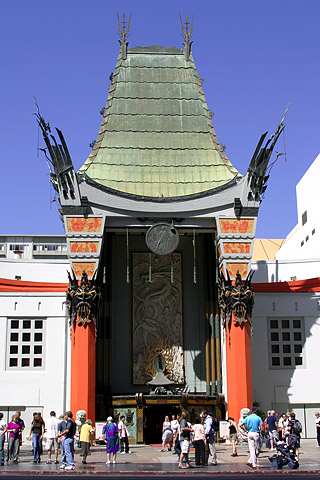
Grauman's Chinese Theatre (Los Angeles).

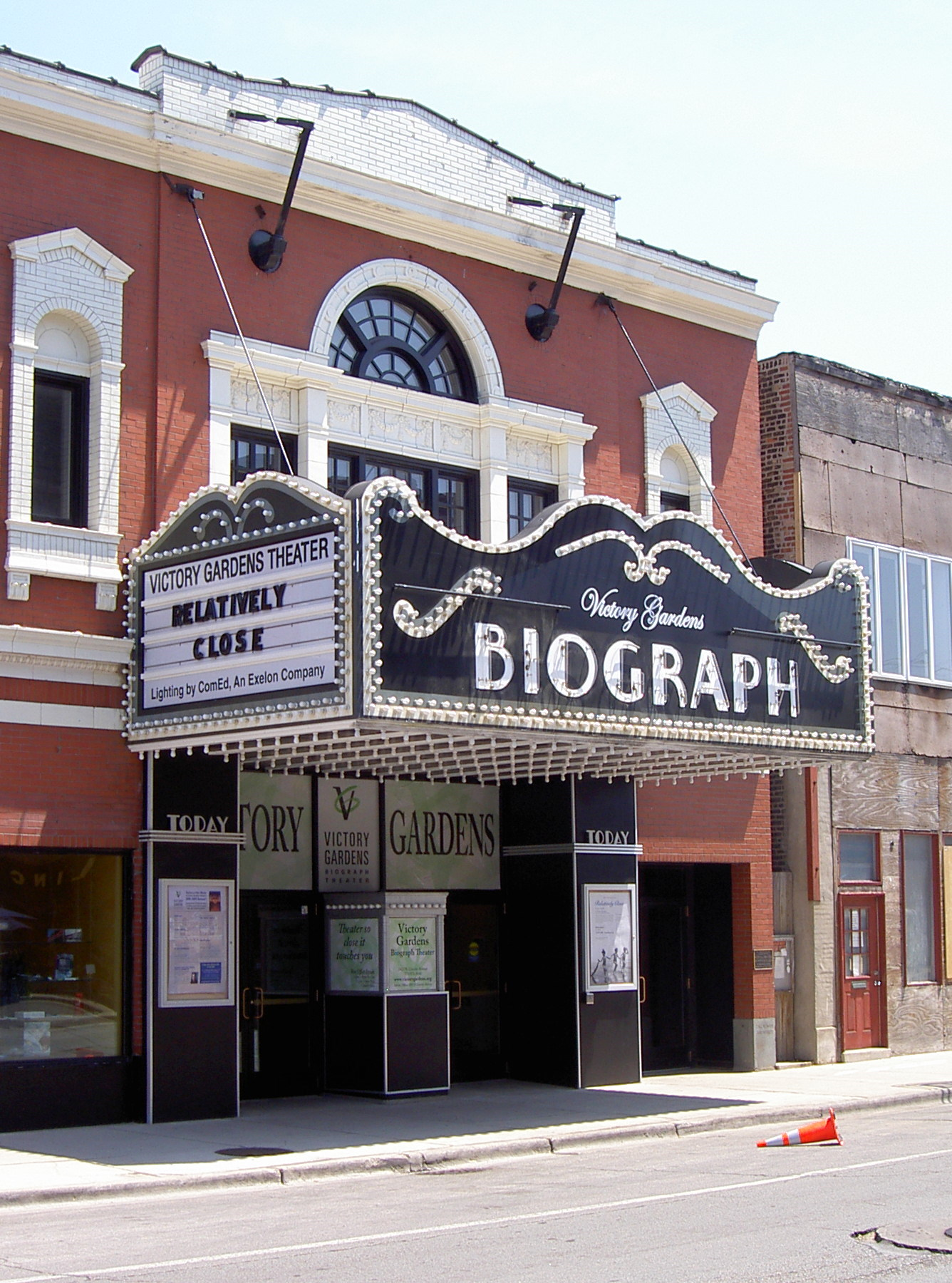
Biograph Theater (Chicago).

### États-Unis
- Los Angeles : le Grauman's Chinese Theatre, salle dans laquelle a lieu la première de la plupart des très grandes productions hollywoodiennes.
- Chicago : le Biograph Theater, salle de cinéma qui fut le lieu où mourut le célèbre braqueur de banque John Dillinger en 1934.

### France

#### À Paris
- la Géode à la Villette (19e) inaugurant la première salle IMAX (OMNIMAX) de Paris avec un écran géant de 1000 m² en mai 1985 a fermé ses portes le vendredi 30 novembre 2018 pour travaux[14]. Elle rouvrira ses portes au printemps 2024 et proposera de nouveaux écrans IMAX[15]. Elle fait partie depuis le 14 décembre 2016 du complexe Pathé La Vilette avec 16 salles avec une capacité de 2850 fauteuils faisant partie du centre commercial Vill'up[16].
- le Forum Horizon (1er) au Forum des Halles, devenu l'UGC Ciné Cité Les Halles.
- le Max Linder Panorama sur les Boulevards parisiens (2e/10e) à Paris, une salle composée de deux balcons et 557 fauteuils de velours.
- La Pagode, salle du 7e arrondissement, d'architecture typiquement asiatique, agrémentée d'un jardin. Le jardin a été classé monument historique en 1983, la façade, les toitures et la grande salle l'ont été en 1990.
- Le Louxor (10e, près de Barbès) ancienne salle de projection de films et ancien théâtre, architecture néo-égyptienne (la façade et les toitures sont classés aux monuments historiques), devenue une grande discothèque (le MégaTown) puis laissé à l'abandon par le groupe Tati. Racheté par la Ville de Paris, le cinéma a été restauré en respectant la décoration originale et deux salles ont été ajoutées en sous-sol. Il a rouvert ses portes le 17 avril 2013.
- Le Grand Rex : salle parisienne de 2 800 places composée de deux balcons inaugurée en 1932 et depuis classée en 1982 au titre des monuments historiques.

Anciennes salles :
- Le Grand Écran Italie : complexe cinématographique polyvalent situé dans le 13e arrondissement, comportant une grande salle d'environ 650 places avec écran panoramique géant (plus grand écran de Paris, et l'un des plus grands d'Europe), et deux petites salles de 100 places. Conçu par Jean-Louis Renoux, le Grand Écran Italie, inauguré en 1992, fut un temps considéré comme le navire amiral du Groupe Gaumont. Fermé par Europalaces (GIE regroupent Gaumont et Pathé) depuis janvier 2006[17], il est l'objet d'un litige administratif depuis lors, l'empêchant d'être reconverti principalement en commerces.
- Gaumont-Palace, initialement un hippodrome construit pour l'exposition universelle de 1900, transformée en cinéma de 4 670 places en 1911, démoli en 1973.
- Le Kinopanorama, devenu Gaumont Grand Écran Grenelle : ancienne salle de Paris spécialisée dans la projection du format 70 mm sur écran géant de 20 x 7,7 mètres incluant une courbe d'une ouverture de 109°. Fermée le 9 juillet 2002 pour un établissement de fast-food[18].

#### En Île-de-France
- Gaumont Disney-Village - Salle IMAX : située à Marne-la-Vallée (Seine-et-Marne) à 30 kilomètres à l'Est de Paris, elle est ouverte depuis 2005. Elle est connue des cinéphiles, car elle dispose du plus grand écran plat Imax dans un multiplexe en France soit 26 mètres de base (système sonore de 12 000 watts, films projetés en 100 % Imax numérique).
- Romainville (Seine-Saint-Denis) : le Trianon a été construit en 1953 et a servi souvent de décor pour des émissions sur le cinéma d'après-guerre. Il a été notamment le décor de l'émission La Dernière Séance présentée par Eddy Mitchell.

#### Autres régions

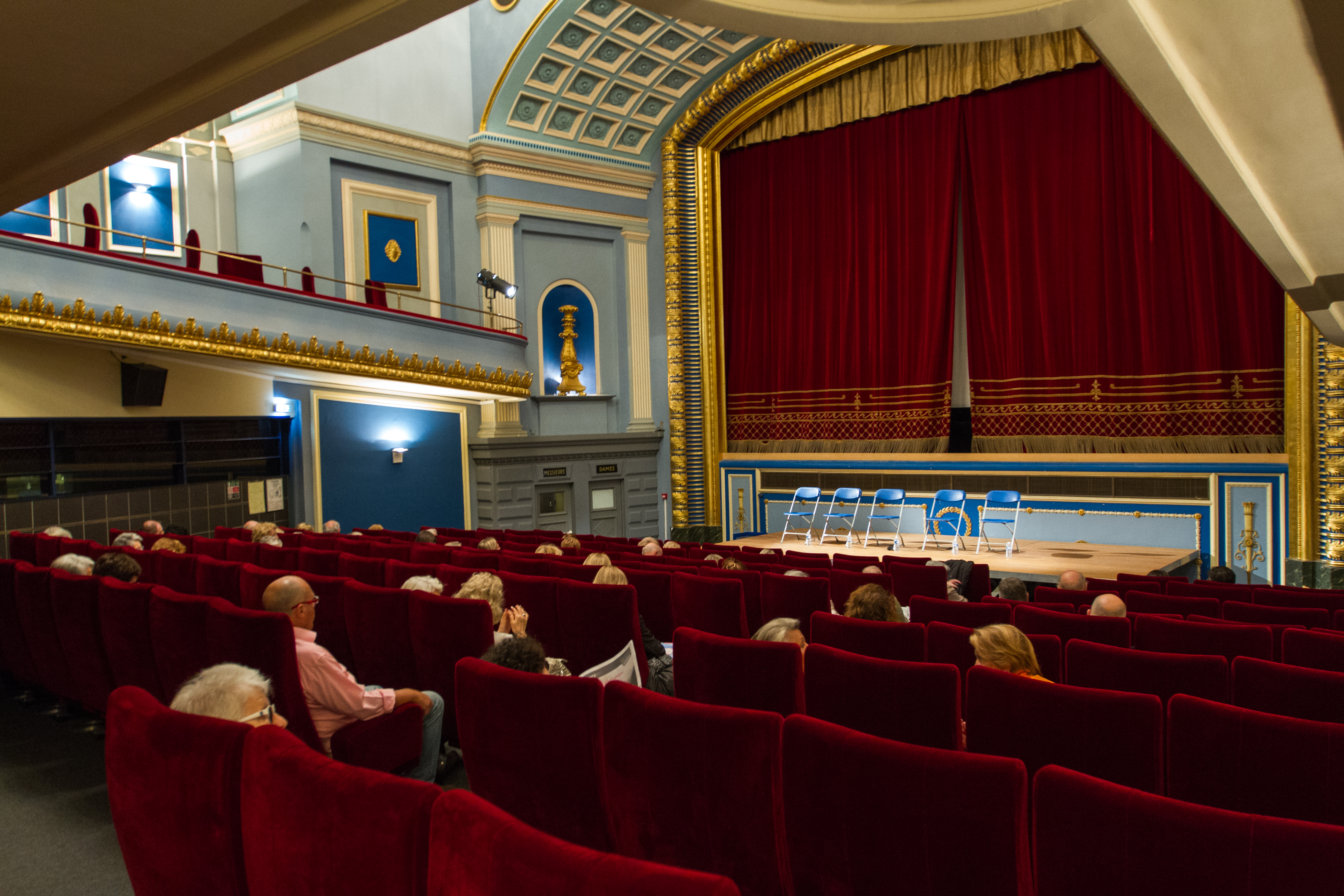
La salle de l’Odyssée à Strasbourg, classée monument historique.

- Lomme (Lille) : le Kinépolis surnommé « Le Château du cinéma » est le plus grand multiplexe de France. Les 23 salles climatisées équipées du dernier cri technologique peuvent accueillir 7 286 spectateurs.
- Strasbourg : L’Odyssée est construit en 1913 sous le nom d’Union Theater, sur le modèle du cinéma du même nom, ouvert sur l'Alexander Platz à Berlin. Le cinéma devient ABC en 1952, avant de fermer en 1986 et de renaître sous son nom actuel en 1992 grâce à l’impulsion de la ville de Strasbourg, propriétaire des murs, qui en a fait un cinéma associatif, confié à l'association Rencontres cinématographiques d'Alsace.
- Lyon : La salle de l'Institut Lumière, rénovée en octobre 1998, remplace le hangar appartenant aux frères Lumière, devant lequel a été tourné La Sortie de l'usine Lumière à Lyon.

#### Salles de projection privées
- Grand Auditorium Louis Lumière : grande salle de projection du Festival de Cannes[19].
- Le Royal Monceau : ancienne salle de vision privée de référence spécialisée en cinéma numérique (2011-2019) située dans un palace parisien.

### Inde
- Jaipur : le Raj Mandir compte 1 125 places, ce qui en fait la plus grande salle en Asie.

## Les plus anciennes salles de cinéma

### Salles en activité

#### En France

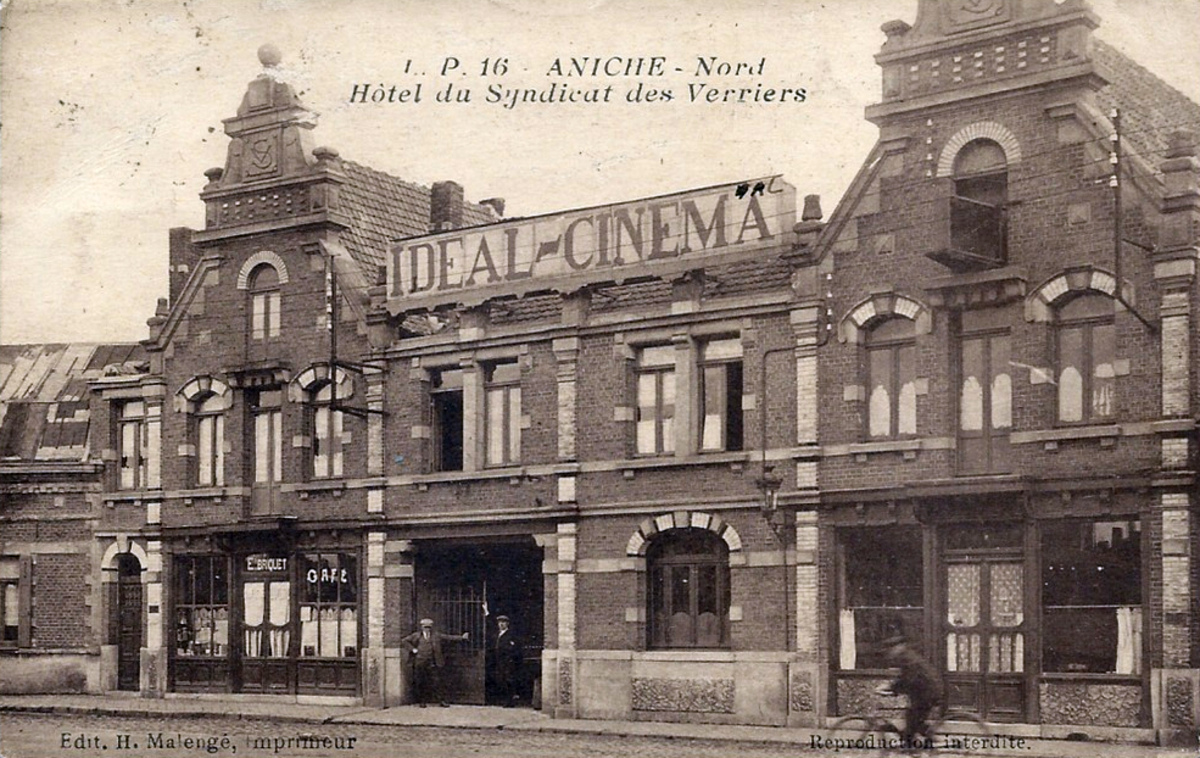
L’Hôtel des Verriers d’Aniche, Idéal Cinéma vers 1930. Démoli en 1993, le Centre culturel Claude Berri est construit en 1995 incluant la salle de cinéma Idéal Cinéma-Jacques Tati.

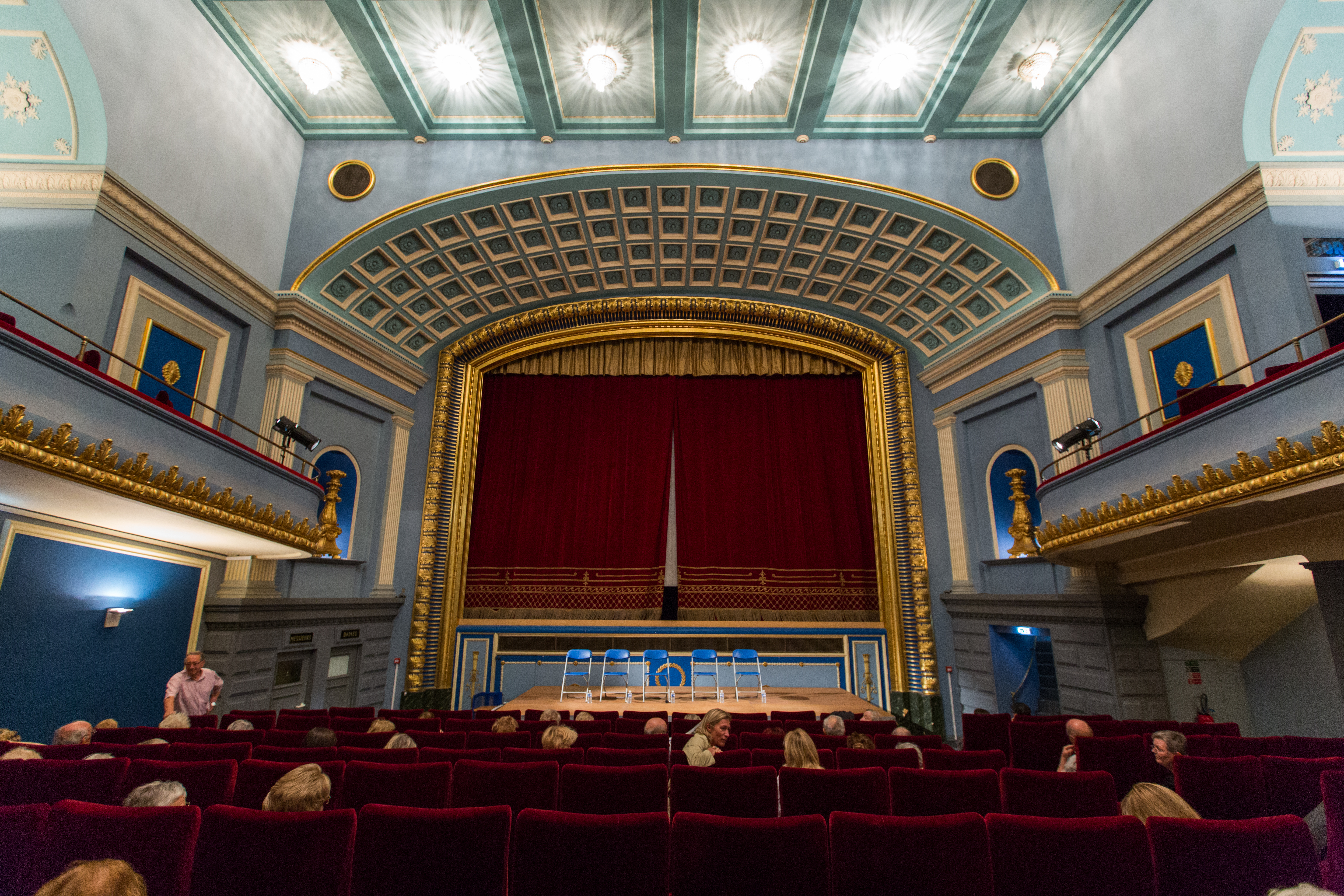
Strasbourg, la salle du Cinéma Odyssée.

Les plus anciennes salles de cinéma s'entendent par des salles fixes et ayant une première séance avant 1910.
- L'Eden Théâtre, à La Ciotat, inauguré en 1889, est, depuis sa réouverture le 9 octobre 2013, la plus ancienne salle de cinéma au monde encore en activité.
- le Gaumont-Palace de Toulouse démarre ses activités de cinéma en 1909.
- le Cinéma Le Capitole (Uzès) a ouvert ses portes en 1911.
- le Trianon (Romainville) a été ouvert officiellement en 1929 mais projetait déjà des films en 1910[20].
- le Hangar du premier film à Lyon dont la charpente peut être vue dans le film La Sortie de l'usine Lumière à Lyon réalisé le 19 mars 1895 par Louis Lumière. En 1998, le bâtiment est restauré et devient une des salles de cinéma de l'Institut Lumière aménagée par l'architecte Pierre Colboc
- le Cinéma du Panthéon à Paris est l'un des plus anciens encore en activité à Paris puisqu'il a été inauguré en février 1907 après la rénovation d'un ancien gymnase des étudiants de la Sorbonne[21],[22].
- L'Escurial (cinéma) à Paris initialement intitulée « Le Royal », cette salle a ouvert en 1911 et offrait à cette époque quelque 500 places d'orchestre et 100 places au balcon[23].
- L'Espace Saint-Michel à Paris est ouvert le 22 décembre 1911 par Victor Gandon, restaurateur du Bouillon Gandon, qui reconvertit une partie de son établissement en cinéma.
- le MK2 Nation à Paris est ouvert en 1912[24], est tout d'abord intitulée Le Brunin, puis Le Brunin-Variétés, avant d'être rachetée et divisée en trois salles pour devenir Le Trois Nation. Elle est reprise enfin par le groupe de Marin Karmitz en 1986 qui la renomme 14 juillet Nation, puis MK2 Nation le 29 avril 1998[25].
- le Max Linder Panorama à Paris été acheté en 1914 par l'acteur burlesque Max Linder. Le Kosmorama devient alors le Ciné Max Linder. Le cinéma est repris par Pathé en 1932, puis rénové en 1957, mais la société Parafrance qui l'exploite fait faillite en 1984. Désormais il appartient à Claudine Cornillat, Simon Simsi et Martin Bidou.
- l’Odyssée à Strasbourg, inaugurée en 1913 et classée Monument historique.
- le Cinéma Castillet à Perpignan, inauguré le 7 novembre 1911.[Quand ?]

#### Dans le reste de l'Europe

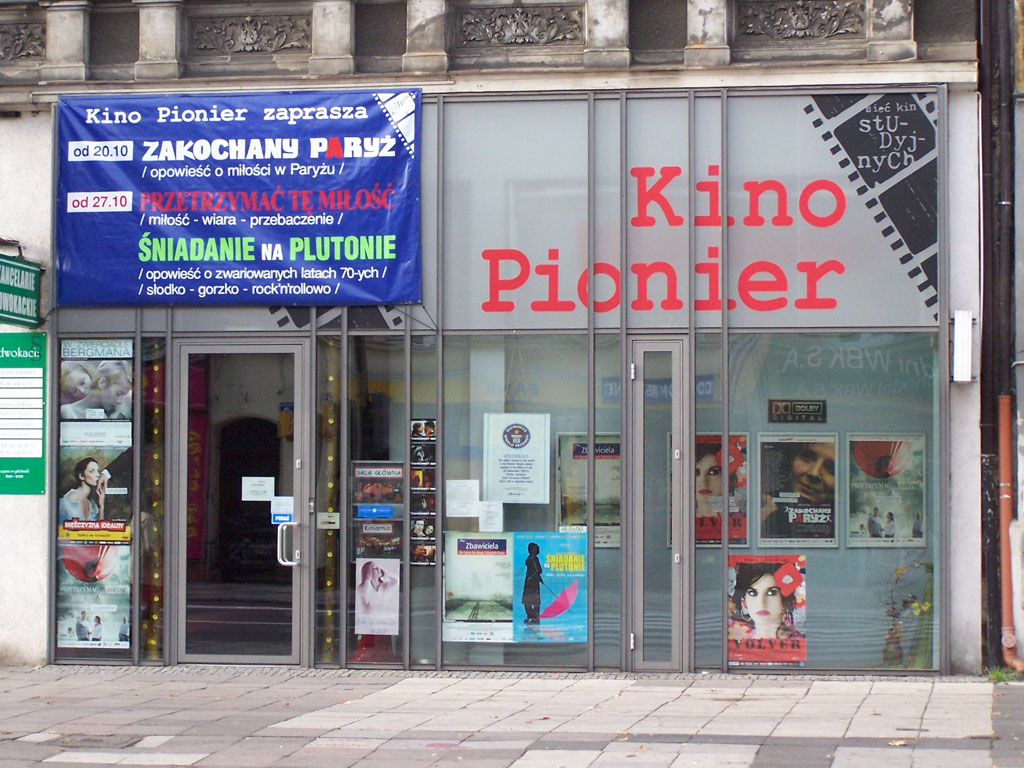
Le Kino Pionner 1909 à Szczecin en Pologne ouvert en 1909

- Au Danemark à Korsør, le Korsør Biograf Teater, qui a ouvert en 1908, se dit la plus vieille salle de cinéma du monde toujours en activité[26]. et il a été accepté comme tel par dans le Livre Guinness des records des Dossiers Mondiaux comme le plus vieux le cinéma toujours opérant[27].
- Le Kino Pionner 1907 (pl) à Szczecin en Pologne était préalablement inscrit au Livre Guinness des records.

### Salles historiques disparues

#### En France
- Le Gaumont-Palace est un cinéma parisien aujourd'hui disparu, qui se trouvait 1, rue Caulaincourt (18e arrondissement). Construit en 1899, il prend en 1911 le nom de Gaumont-Palace, est entièrement rénové en 1931, et est détruit en 1973, à la suite de sa fermeture. Son immense salle pouvait accueillir à son maximum 6 000 spectateurs, ce qui en fit un temps, selon ses promoteurs « le plus grand cinéma du monde »[28].
- le CNP Odéon de Lyon dont l'existence du lieu est attesté depuis 1907[29] ferme en 2009.
- le Pathé Cordeliers à Lyon est à l'origine, depuis 1879, un cabaret-théâtre, le Scala-Bouffes[30]. L'établissement commence ses activités cinématographiques en 1906[30].

#### Dans le monde
- Ellicott Square Building (en) de Buffalo (New York) a remplacé le Vitascope Theater qui a fonctionné en 1896.Ellicott Square Building[31].
- Palais Agostini de Pise en Italie est le plus ancien cinéma italien qui a accueilli le Cinéma Lumiére en 1899. Il fut restructuré le 15 décembre 1905 par l'architecte Luigi Bellincioni puis fut endommagé lors de la seconde guerre mondiale en 1944 et rouvert en 1946 avec le nom de Supercinéma. Désormais le bâtiment existe toujours mais il n'a plus le rôle de cinéma.
- Ouimetoscope ouvert en 1906 à Montréal fermé en 1924 rouvert en 1967 fermé en 1992.

## Records
- Le plus grand multiplexe du monde est le Kinépolis de Madrid avec sa capacité d’accueil total de 9 200 places réparties sur 25 salles[32].
- La doyenne des salles de cinéma se trouve en France : il s'agit du sous-sol du Musée Grévin, le Cabinet fantastique, où le public payant assemblé assistait, plongé dans l'obscurité totale, aux premières projections animées sur grand écran, dès le 28 octobre 1892. « Avec Reynaud, l'art des projections lumineuses aura atteint un sommet d'audace technique et de poésie[33] ». Certains historiens (et pas des moindres : Jacques Rittaud-Hutinet, Jean Mitry, Charles Musser, Bardèche et Brasillac) ont prétendu que les pantomimes lumineuses d'Émile Reynaud faisaient partie du précinéma dans la mesure où la pellicule utilisée n'était pas le format standard de 35 mm et le mécanisme différent des appareils qui succéderont au Théâtre optique, de même que les bandes d'Edison qui étaient visionnées par chaque spectateur individuellement mais constituaient ce qui est au cœur du cinéma : les films. Classifications abusives qui, appliquées aux vues photographiques animées Lumière, dont le format spécifique (une perforation ronde de chaque côté des images) était différent du format standard Edison, feraient aussi de ces projections Lumière de simples épisodes du précinéma[34].
- L'Idéal Cinéma-Jacques Tati à Aniche (Nord) est une salle fixe où a lieu une première séance publique le 23 novembre 1905. Cette salle fut créée dans l'hôtel du syndicat des verriers inauguré en 1902. Fermée en 1977, elle est malheureusement détruite pour construire un centre culturel incluant l' Idéal cinéma Jacques Tati inauguré en 1995. Le 31 octobre 2012 elle est de nouveau inaugurée pour sa rénovation avec passage au numérique.
- À Paris, le Cinéma du Panthéon, ouvert en février 1907, est la seule des anciennes salles parisiennes en activité sans interruption depuis son ouverture[35].
- Le record de la plus petite cabine de projection au monde est détenu par le Cinéma du Port à l'Île-Tudy (Finistère) depuis 1993.
- Certainement la plus grande salle de cinéma au monde (en termes de capacité d’accueil de spectateurs), le Gaumont-Palace de 1911 jusqu’en 1972, avec son unique salle, pouvait accueillir plus de 6 000 spectateurs. Ce monument du cinéma (1899) n'existe plus depuis 1973 et a cédé sa place à un magasin Castorama et un hôtel Mercure, Place de Clichy, à Paris.
- À l'opposé la plus petite salle de cinéma du monde est constituée, avec moins de 2 mètres pour le public, par le ventre de L'éléphant de la Mémoire. Elle detient aussi le record de la salle la plus chère au mètre carré avec un coût de 7 millon de Francs (1 M€) en 1989.
- Kinépolis Lomme avec 23 salles et 6 816 places est le plus grand multiplexe de France en nombre de places[36].
- UGC Ciné Cité Les Halles avec 27 salles (3 913 places) a le plus grand nombre de salles d'Europe en 2021[37]. Il s'agit également du cinéma le plus fréquenté au monde en 2022[38].
- Le Grand Rex (en France) dispose actuellement la plus grande salle du cinéma au monde avec 2 702 places en 1 seul salle depuis que Gaumont-Palace est définitivement fermé en 1972 et détruit en 1973[39].

### Les plus grands écrans

#### Australie
En 2014, l'écran le plus grand du monde serait celui du cinéma Darling Harbour IMAX de Sydney : 35,73 m x 29,42 m (1 051,18 m2). Aujourd'hui, celui-ci a été démoli pour laisser place à un nouveau programme immobilier.

#### États-Unis
Le plus grand écran numérique a été inauguré à New York, sur Times Square, le 18 novembre 2014 : 100 m x 23,74 m (2 374 m2).

#### France

##### Salles disparues en 2014
Le cinéma Gaumont-Palace de Paris, démoli en 1973, possédait de 1962 à 1967 pour le Cinérama un écran courbe d'une base de 38,60 mètres sur une hauteur de 15 mètres (surface : 579 m2).

Le cinéma du Palais des Congrès de Lyon, disparu en 1996, possédait un écran géant équipé en 70 mm (Todd-Ao puis Cinérama), d'une surface de 207 m2 (23 m x 9 m).

##### Salles en exploitation / Écrans IMAX
- Gaumont Disney Village, à Marne-la-Vallée / taille de l'écran : 15 x 26 m, soit 390 m2[44].
- Gaumont Montpellier multiplexe, à Montpellier / taille de l'écran : 16,76 x 22.39 m, soit 375 m2[45].
- Pathé La Vallette, à La Valette du Var / taille de l'écran : 14 x 25 m, soit 350 m2[46].
- Pathé Quai d'Ivry, à Ivry-sur-Seine / taille de l'écran : 11 x 21 m, soit 231 m2[47].
- Pathé (suite travaux ; anciennement Gaumont) multiplexe au Grand-Quevilly (agglomération de Rouen) / taille de l'écran : 10,45 x 20,30 m, soit 210 m2[48].
- Pathé Carré de Soie de Vaulx-en-Velin (agglomération de Lyon) / taille de l'écran : 9,88 x 17,90 m, soit 177 m2[49].
- Le Gaumont de Labège (banlieue Sud-Est de Toulouse) : écran de 24 mètres de base[50].

##### Salles en exploitation / Écrans non IMAX
- À Paris, depuis 1988 et jusqu'en 2016, le Grand Rex possède le plus grand écran d'Europe / taille de l'écran : 11,35 x 24,90 m, soit 282 m2[51],[52].
- En 2016 l'écran numérique 4K du Kinémax au Futuroscope (France) rénové par l'architecte David Joulin devient le plus grand d'Europe / taille de l'écran : 27,2 × 21,4 m pour une surface de près de 600 m2, grand comme deux courts de tennis et haut comme un immeuble de 7 étages[53].

## Liste des principaux prestataires
- ADDE — fabricant et intégrateur système
- Cinecreation — fabrication de DCP
- Cinemeccanica — fabricant de projecteur numérique, intégrateur de solution, partenaire de Barco
- Christie Digital — fabricant de projecteurs cinéma numérique et intégrateur système
- Ciné Digital Service (CDS) — intégrateur système (circuits et salles de visions)
- CinemaNext (ex Smartjog Ymagis Logistics) — solution d'acheminement de DCP vers les cinémas, nommée EclairPlay
- Decipro — intégrateur système
- Delair Labs — fabricant et intégrateur système (circuits et salles de visions)
- Dolby — intégrateur système, systèmes de post-production et de restitution sonore
- Globecast — solution d'acheminement de DCP vers les cinémas par réseau télécom : Globecast Cinema Delivery
- Motion Picture Solutions — systèmes de mastering numérique (fabrication de DCP)

### Documentaire
- Nos salles obscures- Nicolas Lévy-Beff / Jean-Yves Le Naour, produit par Emmanuel Migeot (Kilaohm productions), Histoire, 2012,52 min